# Provócame
Provócame es el título del sexto álbum de estudio grabado por el cantante puertorriqueño-estadounidense Chayanne. Fue lanzado al mercado bajo el sello discográfico Sony Discos el 14 de agosto de 1992. El álbum Provócame fue producido por su mánager Gustavo Sánchez.

## Lista de canciones
| Provócame |                                             |                                                                                           |          |  |
| N.º       | Título                                      | Escritor(es)                                                                              | Duración |  |
| 1.        | «Provócame» (Nobody Else)                   | John Van Katwik, Marcel Schimscheimer Adapt: al español: Honorio Herrero, Gustavo Sánchez | 4:09     |  |
| 2.        | «El centro de mi corazón»                   | Alejandro Vezzani                                                                         | 3:50     |  |
| 3.        | «Isla desnuda»                              | Jorge Luis Piloto                                                                         | 3:53     |  |
| 4.        | «Mi primer amor» (Wishing on the Same Star) | Diane Warren Adapt: al español: Honorio Herrero, Gustavo Sánchez                          | 4:20     |  |
| 5.        | «Mimi»                                      | Manolo Tena                                                                               | 3:28     |  |
| 6.        | «El arte de amar»                           | Ilan Chester                                                                              | 3:41     |  |
| 7.        | «Dime lo que quieres que haga»              | Rudy Pérez                                                                                | 4:17     |  |
| 8.        | «Todo el mundo necesita un beso»            | Honorio Herrero                                                                           | 4:29     |  |
| 9.        | «No puede ser»                              | Eddie Del Barrio                                                                          | 5:18     |  |
| 10.       | «Socca Dance»                               | Charles D. Lewis, G. Gordon-Smith Adapt: al español: Honorio Herrero, Gustavo Sánchez     | 4:26     |  |
| 11.       | «Éxtasis» (Je t'aime... moi non plus)       | Serge Gainsbourg Adapt: al español: Honorio Herrero, Gustavo Sánchez                      | 4:27     |  |
| 46:11     |                                             |                                                                                           |          |  |

## Posicionamiento en las listas
| Lista (1992)                    | Máxima Posición |
| ------------------------------- | --------------- |
| U.S. Billboard 200              | N/A             |
| U.S. Billboard Top Latin Albums | 36              |

- Datos: Q7252820